# Johanna Quandt
Johanna Maria Quandt (nombre de nacimiento Bruhn; Berlín, 21 de junio de 1926 – Bad Homburg vor der Höhe, 3 de agosto de 2015) fue una empresaria millonara alemana y viuda del industrial Herbert Quandt, que rescató la BMW de la bancarrota. Cuando murió en 2015 era la octava personalidad más rica de Alemania y la 77.º en el mundo (la undécima mujer) según la lista Forbes.
Johanna Bruhn se convirtió en secretaria del que sería su futuro esposo en la década de los 50 y eventualmente se convirtió en asistente personal. Ser casaron en 1960. Después de la muerte de Herbert en 1982, fue la accionista de BMW y estuvo al frente de la gestión de la empresa desde 1982 hasta su retirada en 1997. Gran parte de ese tiempo se desempeñó como vicepresidenta de la junta.. Era propietario del 16.7% de las acciones de BMW en el momento de su muerte.

## Vida personal
Tuvo dos hijos en su matrimonio, Stefan y Susanne, que también son accionistas sustanciales de BMW y ahora forman parte del consejo de supervisión de la compañía. La policía impidió un intento de secuestro a ella y a su hija Susanne Klatten en 1978. Johanna vivió sus últimos años en Bad Homburg.
Un programa de la televisión pública, ARD, en octubre de 2007 describió en detalle el papel de las empresas de la familia Quandt durante la Segunda Guerra Mundial. Como resultado, cuatro miembros de la familia anunciaron, en nombre de toda la familia, su intención de financiar un proyecto de investigación en el que un historiador examinará las actividades de la familia durante la dictadura de Hitler.
En agosto de 2014, se estimaba que la fortuna de la familia Quandt ascendía a 46.3 miles de millones de dólares. Johanna Quandt murió a la edad de 89 años en su casa de Bad Homburg cerca de Frankfurt am Main.
Creó la Fundación Johanna Quandt Stiftung, para proporcionar formación a los aspirantes a periodistas de negocios. La fundación también otorga premios por periodismo de negocios sobresalientes. En 2009 fue galardonada con la Gran Cruz en la Orden del Mérito de la República Federal de Alemania.